# Hadjidimovo
Hadjidimovo (în bulgară Хаджидимово) este un oraș în Obștina Hadjidimovo, Regiunea Blagoevgrad, Bulgaria. Are rol de reședință de obștină.

## Demografie
Componența etnică a orașului Hadjidimovo
     Romi (9,63%)
     Bulgari (85,56%)
     Nicio identificare (4,79%)
     Altele (0,54%)
La recensământul din 2011, populația orașului Hadjidimovo era de 2.730 locuitori. Din punct de vedere etnic, majoritatea locuitorilor (85,56%) erau bulgari, cu o minoritate de romi (9,63%). Pentru 4,79% din locuitori nu este cunoscută apartenența etnică.